# Tokugawa Mitsukuni

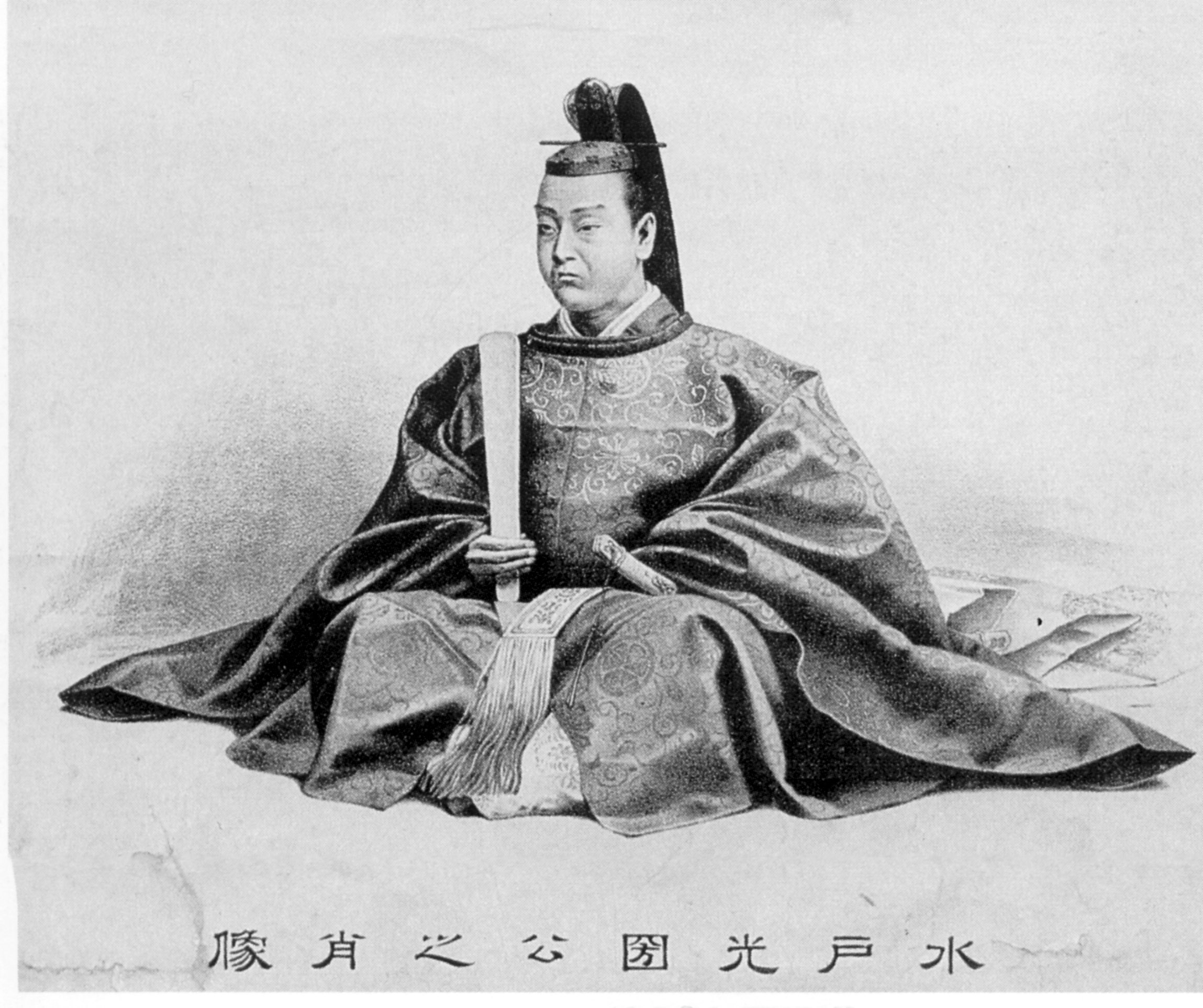
Tokugawa Mitsukuni (Meiji-Zeit?)

Tokugawa Mitsukuni (japanisch 徳川 光圀; * 11. Juli 1628; † 14. Januar 1701) war der dritte Sohn Tokugawa Yorifusas, dem Begründer des Hauses Mito der Tokugawa-Gosanke. Auf Grund seiner Begabung wurde Mitsukuni als dessen Nachfolger bestimmt. Durch seine weise Regierung, der Herausgabe des Geschichtswerkes Dai Nihon shi („Geschichte Großjapans“) und damit der Gründung der philosophischen Schule Mitogaku, ragt er unter den Mito-Fürsten hervor.

## Leben und Wirken

### Namensgebung
Sein Kindheitsname (yōmyō) war Chōmaru (長丸), danach Chōmatsu (千代松), anlässlich des Erwachsenwerdens (genpuku) dann Mitsukuni (光国). Sein Rufname (azana) war unter anderem zunächst Tokuryō (徳亮) bzw. Kanshi (観之), später dann Shiryū (子龍). Sein Verfassername (gō) war Nisshinsai (日新斎), Jōzanjin (常山人), Sotsuzenshi (率然子), aus den letzten Lebensjahren sind Bairi (梅里), Seizan (西山) besonders bekannt. Sein Ehrenname als Gon-Chūnagon war Kōmon (黄門), sein posthumer Name (okurina) Gikō (義公).

### Jugend und Studium
Mitsukuni wurde in der Residenz des Vasallen Miki Yukitsugu geboren, Mutter war Tani Hisako, eine Nebenfrau Yorifusas. Es dauerte bis zu seinem fünften Lebensjahr, bis er von seinem Vater anerkannt und aufgrund seiner Begabung zum Nachfolger bestimmt wurde. So kam Mitsukuni 1633 in die Mito-Residenz in Edo und wuchs dort auf.
Die 28 Jahre bis zur Übernahme des Lehens (Han) 1661 nutzte er, um sich zu bilden. So studierte er mit 18 Jahren die Baike-den (伯夷伝) aus dem Shiki (史記), die ihn bewegte, sich mit Geschichte zu beschäftigen. Im Alter von 27 heiratete er Taihime, Tochter des vormaligen Kampaku Konoe Nobuhiro, aber schon mit 31 verlor er seine Frau, heiratete aber nicht wieder.
Gleich nach dem Meireki-Großbrand 1657 errichtete er einen Studienort für Geschichte in die Nebenresidenz in Komagome. Das war der Beginn der systematischen Beschäftigung mit Geschichte.

### Zeit als Daimyō
1662, mit 34 Jahren übernahm er die Leitung des Han. In dieser Zeit wurde die verbesserte Wasserversorgung durch den Kasahara-Kanal (笠原水道, Kasahara suidō) eingerichtet, Begräbnisstätten für Samurai errichtet, Tempel und Schreine wegen der Brandgefahr in die Außenbezirke verlegt und die  Burgstadt Mito in Ordnung gebracht. Der Studienort für Geschichte wurde nach in die Hauptresidenz Koishikawa verlegt und erhielt den Namen Shōkōkan (彰考館), Wissenschaftler aus ganz Japan wurden zur Mitarbeit eingeladen. 1690 überließ Mitsukuni die Leitung des Han seinem Neffen Tsunaeda (綱條, 1656–1718), dem Sohn des älteren Bruders Matsudaira Yorishige (Daimyō in Takamatsu), unterstützte ihn aber bei der Arbeit.

### Das letzte Jahrzehnt

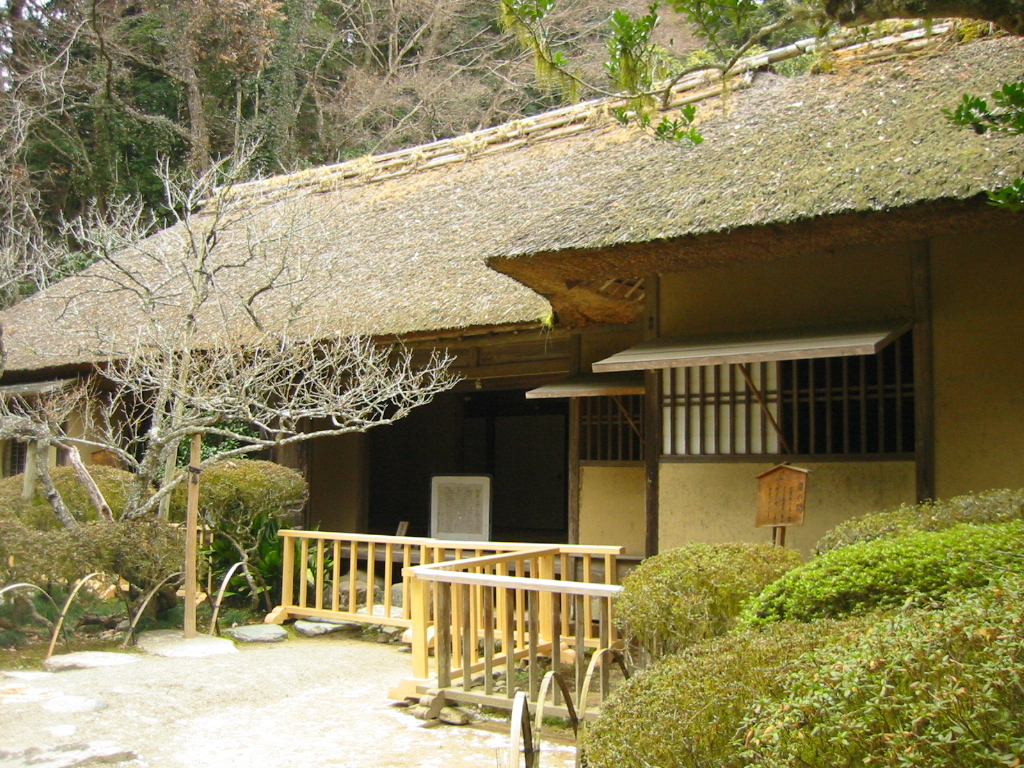
Landhaus Seizan

Ein Jahr nach dem Rückzug von den Ämtern ließ sich Mitsukuni im Norden von Mito in den Bergen am Rande von Ōta (Hitachi) ein Landhaus anlegen und lebte dort bis zu seinem Tod. Er war vor allem auf die Vollendung des Geschichtswerkes bedacht, baute ein zweites Shōkōkan auch innerhalb der Residenz Mito und versammelte nun dort die Gelehrten. Japanische Geschichte, Trennung von Buddhismus und Shinto waren Themen, die dann später ausführlicher behandelt, als Themen der Mito-Schule bekannt wurden. Mitsukuni reiste viel im Han, um die Sorgen des Volkes aus erster Hand kennenzulernen und kümmerte sich um die Entwicklung von Kulturgütern, zum Beispiel um den Erhalt der Gedenksteins Nasukokuzō no hi (那須国造碑).

## Mitsukuni in den Medien
In der Meiji- und Taishō-Zeit wurde Mitsukuni in Büchern als Mito Kōmon (水戸黄門) bekannt. Später brachte das japanische Fernsehen Serien über ihn, wie er sich unerkannt im Volk bewegt und gegebenenfalls eingreift und für Probleme gerechte Lösungen findet.